# Fletcher contro Peck
La sentenza della Corte Suprema degli Stati Uniti nel Caso Fletcher contro Peck (1810) è una delle decisioni più importanti e citate nella storia della giurisprudenza statunitense. Il presidente della Corte suprema all'epoca era John Marshall, ex segretario di Stato (parificabile al nostro Ministro degli Esteri) del presidente degli Stati Uniti John Adams. È stato uno dei primi casi in cui la Corte Suprema ha dichiarato incostituzionale una legge statale.

## Il fatto
Durante l'avanzata americana nella conquista delle terre indiane, lo stato della Georgia aveva prelevato dagli indiani 35 milioni di acri (140000 km²) nelle terre Yazoo. Da tale territorio si formarono Alabama e Mississippi.
Il legislatore della Georgia approvò nel 1795 la concessione territoriale a un prezzo totale di 500000 $, (la Yazoo Land Act del 1795), ma tale approvazione era viziata da tangenti, per questo in seguito venne abrogata la legge e annullata ogni transazione dovute a tale evento.
John Peck aveva acquistato terreni che in precedenza erano stati venduti ai sensi della legge 1795, vendette poi le sue proprietà a Robert Fletcher, nel 1803 Fletcher querelò Peck. Il quesito venne posto innanzi alla Corte Suprema

## La decisione
Marshall sostenne che la cessione delle terre era costituzionalmente valida e quindi lo stato della Georgia non poteva invalidare il contratto, citando l'articolo I, sezione 10, punto I (Clausole contrattuali): su di essa non riverberava quindi l'illiceità che iniziò tale serie di eventi.
La decisione avallata dagli altri componenti come William Cushing e Samuel Chase, trovò opposizione nel solo William Johnson.